# Громо
Громо, Ґромо (італ. Gromo) — муніципалітет в Італії, у регіоні Ломбардія, провінція Бергамо.
Громо розташоване на відстані близько 500 км на північний захід від Рима, 80 км на північний схід від Мілана, 36 км на північний схід від Бергамо.
Населення — 1227 осіб (2014).
Щорічний фестиваль відбувається 25 липня та 3 вересня. Покровитель — San Giacomo Maggiore.

## Демографія
Населення за роками:

Станом на 1 січня 2023 року в муніципалітеті офіційно проживало 27 іноземців з 10 країн, серед них 7 громадян країн Євросоюзу та 5 громадян України.

## Сусідні муніципалітети
- Ардезіо
- Ганделліно
- Ольтрессенда-Альта
- Вальбондьйоне
- Вальгольйо
- Вільміноре-ді-Скальве